# Eulàlia Vintró Castells

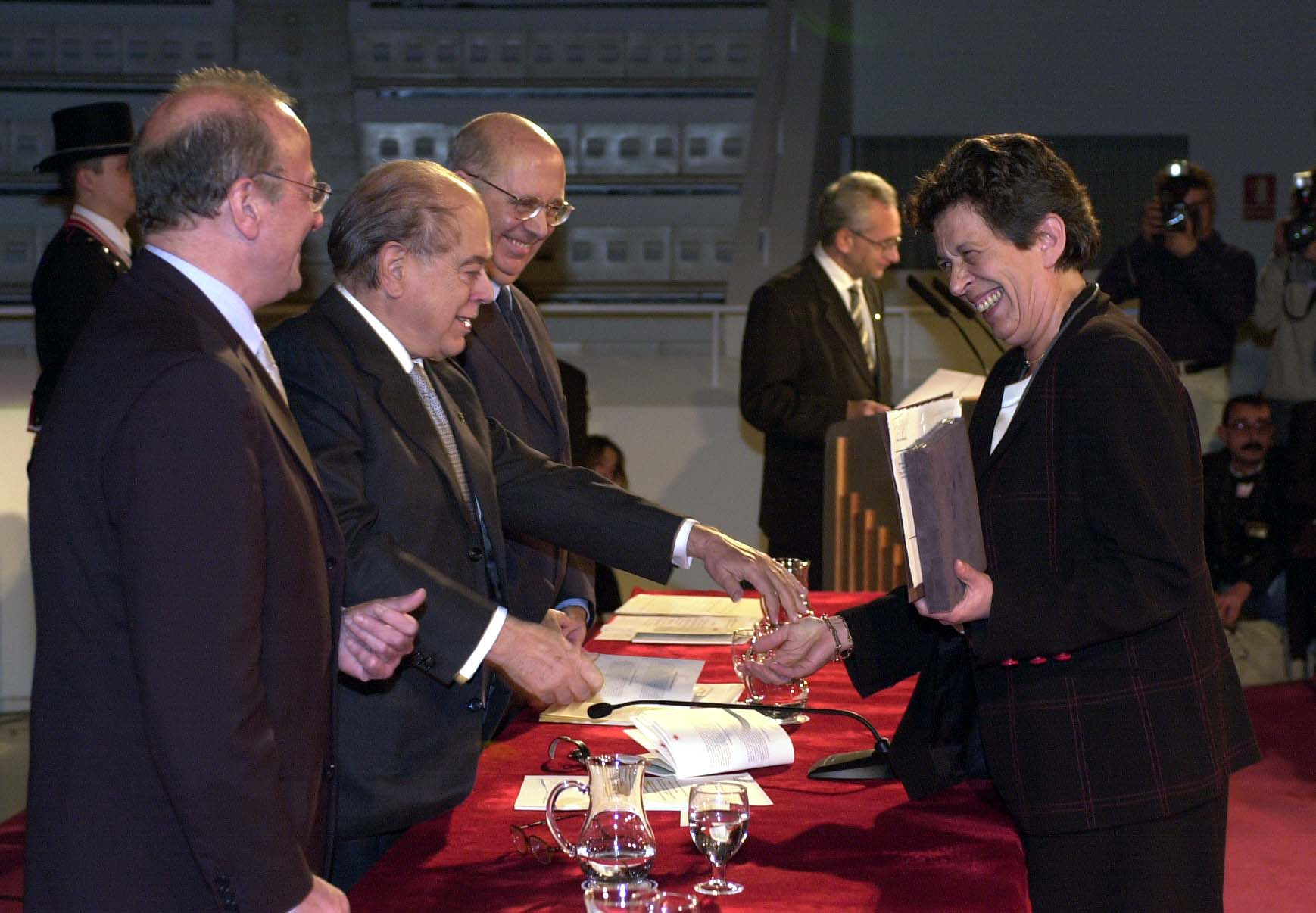
Eulàlia Vintró rebent la Creu de Sant Jordi de mans de Jordi Pujol

Eulàlia Vintró Castells (Barcelona, 30 d'agost de 1945) és una filòloga, professora universitària i política catalana. Fou regidora durant 16 anys i tinenta d'alcalde de l'Ajuntament de Barcelona i diputada al Parlament de Catalunya i a les Corts Espanyoles entre 1979 i 1982.

## Trajectòria acadèmica
Nascuda el 30 d'agost de 1945. Estudià a la Facultat de Filosofia i Lletres de la Universitat de Barcelona, on es llicencià en Filologia Clàssica. Es dedicà a la docència a l'educació secundària i fou professora de Filologia Grega a la Universitat de Barcelona (UB) del 1967 fins al 1977. El 1970 es doctorà en Filologia Grega a la mateixa universitat amb una tesi sobre la medicina hipocràtica. Els anys 1977 i 1978 fou vicedegana de la Facultat de Filosofia i Lletres de la UB. El 1984 guanyà la càtedra de Filologia Grega a la UB.
Fou vicedegana del Col·legi de Doctors i Llicenciats de Catalunya i Balears del 1971 al 1977, tresorera del Consejo General de Colegios de Doctores y Licenciados durant entre els 1977 i 1981, i Secretària General de la Universitat de Barcelona del 1978 al 1979.

## Trajectòria política
Durant el franquisme milità a l'Organització Comunista Bandera Roja i el 1974 ingressà al Partit Socialista Unificat de Catalunya (PSUC), on va ser membre del comitè central. A les eleccions generals espanyoles de 1979 fou elegida diputada pel PSUC a les Corts Generals fins al 1982.
A les eleccions municipals del 1983 resultà elegida regidora de l'Ajuntament de Barcelona i va ser nomenada regidora d'Educació el 1985 fins al 1987. Paral·lelament havia estat elegida diputada a les eleccions al Parlament de Catalunya de 1984. A l'Ajuntament de Barcelona passà a ser tercera tinenta d'alcalde de l'àmbit d'Educació i de Benestar Social de juliol de 1987 a juliol de 1991 amb l'alcalde Pasqual Maragall, i segona tinenta d'alcalde de juliol de 1991 a juliol de 1995.
Fou candidata d'Iniciativa per Catalunya Verds a les eleccions municipals del 1995, arran de les quals es convertí novament en segona tinenta d'alcalde primer amb l'alcalde Maragall i després amb Joan Clos fins a les eleccions de 1999, quan decidí no presentar-se.